# Пике, Нельсон
Не́льсон Пике́ Со́уту Майо́р (порт. Nelson Piquet Souto Maior; род. 17 августа 1952 года в Рио-де-Жанейро, Бразилия) —  бразильский автогонщик, трёхкратный чемпион мира в классе Формула-1 (1981, 1983, 1987). Отец гонщика Нельсона Пике-младшего.

## Карьера
Нельсон — младший ребёнок в семье, у него есть два старших брата и одна сестра.
Отец гонщика — Эстасио Гонсалвес Соуту Майор (порт. Estácio Gonçalves Souto Maior), бразильский государственный деятель, министр здравоохранения в 1961—1964 годах при президенте Жуане Гуларте. Отец был против увлечения сына автогонками, желая, чтобы тот стал теннисистом. Нельсон начал играть в теннис в 11 лет, выигрывал некоторые юношеские турниры в Бразилии, занимался в теннисном центре в Калифорнии, где выучил английский. Однако против воли отца Нельсон всё же выбрал карьеру автогонщика, и поэтому в юности использовал фамилию матери, слегка её изменив, чтобы не быть узнанным (Piket вместо Piquet). Пришёл в Формулу-1 через национальный чемпионат по картингу и чемпионат Формула-3000.
В чемпионате мира по автогонкам в классе Формула-1 участвовал непрерывно в течение 14 сезонов. Трижды за семь лет (1981, 1983 и 1987) становился чемпионом мира, что делает его одним из наиболее успешных гонщиков современности. Кроме трёх титулов чемпиона ещё один раз был в чемпионате вторым и дважды третьим. Примечательно, что в каждом из своих чемпионских сезонов Пике одерживал всего по три победы. Особенно упорной для Пике получилась борьба за первый титул в сезоне 1981 года — аргентинец Карлос Ройтеман отстал всего на одно очко, а чемпион мира 1980 года австралиец Алан Джонс — на 4. В тот же год, когда Пике одержал максимальные за карьеру 4 победы (1986), бразилец остался только на третьем месте в чемпионате. На счету Пике не было впечатляющих победных серий в течение года, однако он был весьма стабильным гонщиком, в 10 из своих 14 сезонов он побеждал хотя бы в одном Гран-при.

## Личная жизнь
Пике был женат четыре раза. Отец семерых детей.
Первая жена — Мария Клара. Пара поженилась в 1976 году, брак продлился один год. Сын Жеральдо Пике (род. 17 ноября 1977).
Вторая жена — нидерландская модель Сильвия Тамсма. Трое детей — Нельсон Пике-младший (род. 25 июля 1985, автогонщик), Келли Пике (род. 7 декабря 1988) и Жулия Пике (род. 8 мая 1992). Келли встречалась с российским автогонщиком Даниилом Квятом и родила от него дочь Пенелопу, с 2021 года встречается с нидерландским автогонщиком Максом Ферстаппеном.
Третья жена — бельгийская модель Катерина Валентин. Сын Ласло Пике (род. 1987).
Четвёртая жена — Вивианна де Соуза Леан. Двое детей — Педро Пике (род. 3 июля 1998, автогонщик) и Марко Пике (род. 2000).

## Результаты в чемпионате мира Формулы-1
| Год  | Команда  | 1        | 2        | 3        | 4        | 5        | 6        | 7        | 8        | 9        | 10       | 11       | 12       | 13       | 14       | 15       | 16       | Место | Очки |
| ---- | -------- | -------- | -------- | -------- | -------- | -------- | -------- | -------- | -------- | -------- | -------- | -------- | -------- | -------- | -------- | -------- | -------- | ----- | ---- |
| 1978 | Ensign   | АРГ      | БРА      | ЮАР      | США      | МОН      | БЕЛ      | ИСП      | ШВЕ      | ФРА      | ВЕЛ      | ГЕР Сход | АВТ Сход | НИД Сход | ИТА 9    | США      | КАН 11   | —     | 0    |
| 1979 | Brabham  | АРГ Сход | БРА Сход | ЮАР 7    | США 8    | ИСП Сход | БЕЛ Сход | МОН 7    | ФРА Сход | ВЕЛ Сход | ГЕР 12   | АВТ Сход | НИД 4    | ИТА Сход | КАН Сход | США 12   |          | 15    | 3    |
| 1980 | Brabham  | АРГ 2    | БРА Сход | ЮАР 4    | США 1    | БЕЛ Сход | МОН 3    | ФРА 4    | ВЕЛ 2    | ГЕР 4    | АВТ 5    | НИД 1    | ИТА 1    | КАН Сход | США Сход |          |          | 2     | 54   |
| 1981 | Brabham  | США 3    | БРА 12   | АРГ 1    | САН 1    | БЕЛ 2    | МОН Сход | ИСП Сход | ФРА 3    | ВЕЛ Сход | ГЕР 1    | АВТ 3    | НИД 2    | ИТА 6    | КАН 5    | СИЗ 5    |          | 1     | 50   |
| 1982 | Brabham  | ЮАР Сход | БРА ДСК  | СШЗ Сход | САН      | БЕЛ 5    | МОН Сход | ДЕТ НКВ  | КАН 1    | НИД 2    | ВЕЛ Сход | ФРА Сход | ГЕР Сход | АВТ Сход | ШВА 4    | ИТА Сход | СИЗ Сход | 11    | 20   |
| 1983 | Brabham  | БРА 1    | СШЗ Сход | ФРА 2    | САН Сход | МОН 2    | БЕЛ 4    | ДЕТ 4    | КАН Сход | ВЕЛ 2    | ГЕР 13   | АВТ 3    | НИД Сход | ИТА 1    | ЕВР 1    | ЮАР 3    |          | 1     | 59   |
| 1984 | Brabham  | БРА Сход | ЮАР Сход | БЕЛ 9    | САН Сход | ФРА Сход | МОН Сход | КАН 1    | ДЕТ 1    | ДАЛ Сход | ВЕЛ 7    | ГЕР Сход | АВТ 2    | НИД Сход | ИТА Сход | ЕВР 3    | ПОР 6    | 5     | 29   |
| 1985 | Brabham  | БРА Сход | ПОР Сход | САН 9    | МОН Сход | КАН Сход | ДЕТ 6    | ФРА 1    | ВЕЛ 4    | ГЕР Сход | АВТ Сход | НИД 8    | ИТА 2    | БЕЛ 5    | ЕВР Сход | ЮАР Сход | АВС Сход | 8     | 21   |
| 1986 | Williams | БРА 1    | ИСП Сход | САН 2    | МОН 7    | БЕЛ Сход | КАН 3    | ДЕТ Сход | ФРА 3    | ВЕЛ 2    | ГЕР 1    | ВЕН 1    | АВТ Сход | ИТА 1    | ПОР 3    | МЕК 4    | АВС 2    | 3     | 69   |
| 1987 | Williams | БРА 2    | САН Сход | БЕЛ Сход | МОН 2    | ДЕТ 2    | ФРА 2    | ВЕЛ 2    | ГЕР 1    | ВЕН 1    | АВТ 2    | ИТА 1    | ПОР 3    | ИСП 4    | МЕК 2    | ЯПО 15   | АВС Сход | 1     | 73   |
| 1988 | Lotus    | БРА 3    | САН 3    | МОН Сход | МЕК Сход | КАН 4    | ДЕТ Сход | ФРА 5    | ВЕЛ 5    | ГЕР Сход | ВЕН 8    | БЕЛ 4    | ИТА Сход | ПОР Сход | ИСП 8    | ЯПО Сход | АВС 3    | 6     | 22   |
| 1989 | Lotus    | БРА Сход | САН Сход | МОН Сход | МЕК 11   | США Сход | КАН 4    | ФРА 8    | ВЕЛ 4    | ГЕР 5    | ВЕН 6    | БЕЛ НКВ  | ИТА Сход | ПОР Сход | ИСП 8    | ЯПО 4    | АВС Сход | 8     | 12   |
| 1990 | Benetton | США 4    | БРА 6    | САН 5    | МОН Сход | КАН 2    | МЕК 6    | ФРА 4    | ВЕЛ 5    | ГЕР Сход | ВЕН 3    | БЕЛ 5    | ИТА 7    | ПОР 5    | ИСП Сход | ЯПО 1    | АВС 1    | 3     | 43   |
| 1991 | Benetton | США 3    | БРА 5    | САН Сход | МОН Сход | КАН 1    | МЕК Сход | ФРА 8    | ВЕЛ 5    | ГЕР Сход | ВЕН Сход | БЕЛ 3    | ИТА 6    | ПОР 5    | ИСП 11   | ЯПО 7    | АВС 4    | 6     | 26,5 |